# Paraphylax nigrifacies
Paraphylax nigrifacies là một loài tò vò trong họ Ichneumonidae.